# Карагёльлю, Мустафа
Мустафа Карагёльлю (Карагол) (тур. Mustafa Karagöllü (Karagol); род. 19 мая 1981, Анкара) — турецкий боксёр, представитель средних и полусредних весовых категорий. Выступал за сборную Турции по боксу в первой половине 2000-х годов, бронзовый призёр чемпионата Европы, победитель и призёр турниров международного значения, участник летних Олимпийских игр в Афинах. В период 2005—2008 годов боксировал также на профессиональном уровне, был претендентом на титул интернационального чемпиона по версии Всемирного боксёрского совета (WBC).

## Биография
Мустафа Карагёльлю родился 19 мая 1981 года в Анкаре, Турция. Проходил подготовку в спортивном клубе «Бешикташ» в Стамбуле. Тренировался вместе со старшим братом Фыратом Карагёльлю, который тоже стал достаточно известным боксёром.

### Любительская карьера
Дебютировал на международной арене в сезоне 1999 года, выступив на чемпионате Европы среди юниоров в Хорватии.
В 2000 году вошёл в основной состав турецкой национальной сборной и одержал победу на домашнем международном турнире «Ахмет Джёмерт» в Стамбуле.
В 2001 году стал серебряным призёром международного турнира «Трофео Италия» в Неаполе, боксировал на чемпионате мира в Белфасте, где в 1/8 финала первого полусреднего веса проиграл болгарину Димитру Штилянову.
В 2002 году вновь выиграл «Ахмет Джёмерт», одолев в финале казаха Бакыта Сарсекбаева, завоевал серебряную медаль на Мемориале Бочкаи в Дебрецене. Отметился выступлением на Кубке мира в Астане.
На мировом первенстве 2003 года в Бангкоке в 1/8 финала вновь встретился с Димитром Штиляновым и снова уступил ему по очкам.
В 2004 году побывал на чемпионате Европы в Пуле, откуда привёз награду бронзового достоинства, выигранную в первом полусреднем весе — на стадии полуфиналов был остановлен россиянином Александром Малетиным. Благодаря череде удачных выступлений удостоился права защищать честь страны на летних Олимпийских играх в Афинах — в категории до 64 кг благополучно прошёл первого соперника по турнирной сетке, индуса Виджендера Сингха, тогда как во втором бою со счётом 19:28 потерпел поражение от румына Йонуца Георге.

### Профессиональная карьера
Вскоре после афинской Олимпиады Карагёльлю покинул расположение турецкой сборной и в мае 2005 года успешно дебютировал на профессиональном уровне. Боксировал преимущественно на территории Германии, долгое время не знал поражений, сделав серию из восьми побед подряд.
В декабре 2006 года встретился с непобеждённым итальянцем Доменико Спадой (21-0) в бою за вакантный титул интернационального чемпиона в среднем весе по версии Всемирного боксёрского совета (WBC). Однако проиграл этот поединок техническим нокаутом в восьмом раунде, тем самым потерпев первое и единственное поражение в профессиональной карьере.
Впоследствии выиграл ещё шесть поединков над не самыми сильными соперниками и в конце 2008 года завершил спортивную карьеру.